# Drouwen
Drouwen és un poble de la província neerlandesa de Drenthe. Forma part del municipi de Borger-Odoorn i està situat a 17 km a l'est d'Assen. El 2012, Drouwen tenia 430 habitants.
La zona de Drouwen està habitada des de molt de temps. S'hi ha trobat un bifaç de l'últim període glacial, de fa més de 60.000 anys. Els vuit dòlmens de la cultura dels vasos d'embut, els primers pagesos (3500–3000 aC), són l'atracció més coneguda de Drouwen.

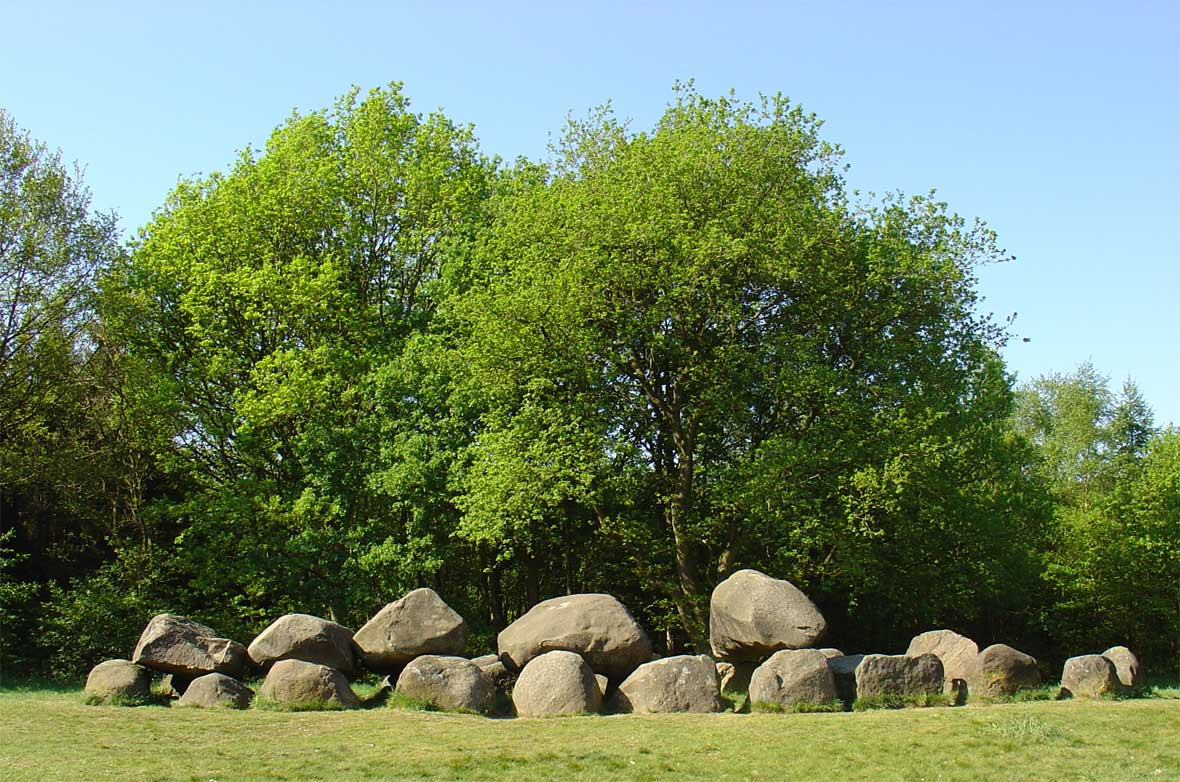
Dolmen a Drouwen